# Saku, Estland
Saku är en småköping (estniska: alevik) i nordvästra Estland. Den utgör centralort i Saku kommun i landskapet Harjumaa. Saku ligger 45 meter över havet och antalet invånare är 4 548.
Det estniska bryggeriet Saku har sitt säte här.

## Kommunikationer
Saku ligger utmed järnvägslinjen mellan Tallinn och Viljandi. Mellan Tallinn och Saku går det ungefär ett tåg i timmen från morgon till kväll. Busslinje 206 trafikerar sträckan mellan Tallinn och Saku flera gånger i timmen.  

## Geografi
Runt Saku är det ganska glesbefolkat, med 42 invånare per kvadratkilometer. Närmaste större samhälle är huvudstaden Tallinn, 16 km norr om Saku. Omgivningarna runt Saku är en mosaik av jordbruksmark och naturlig växtlighet.

## Galleri

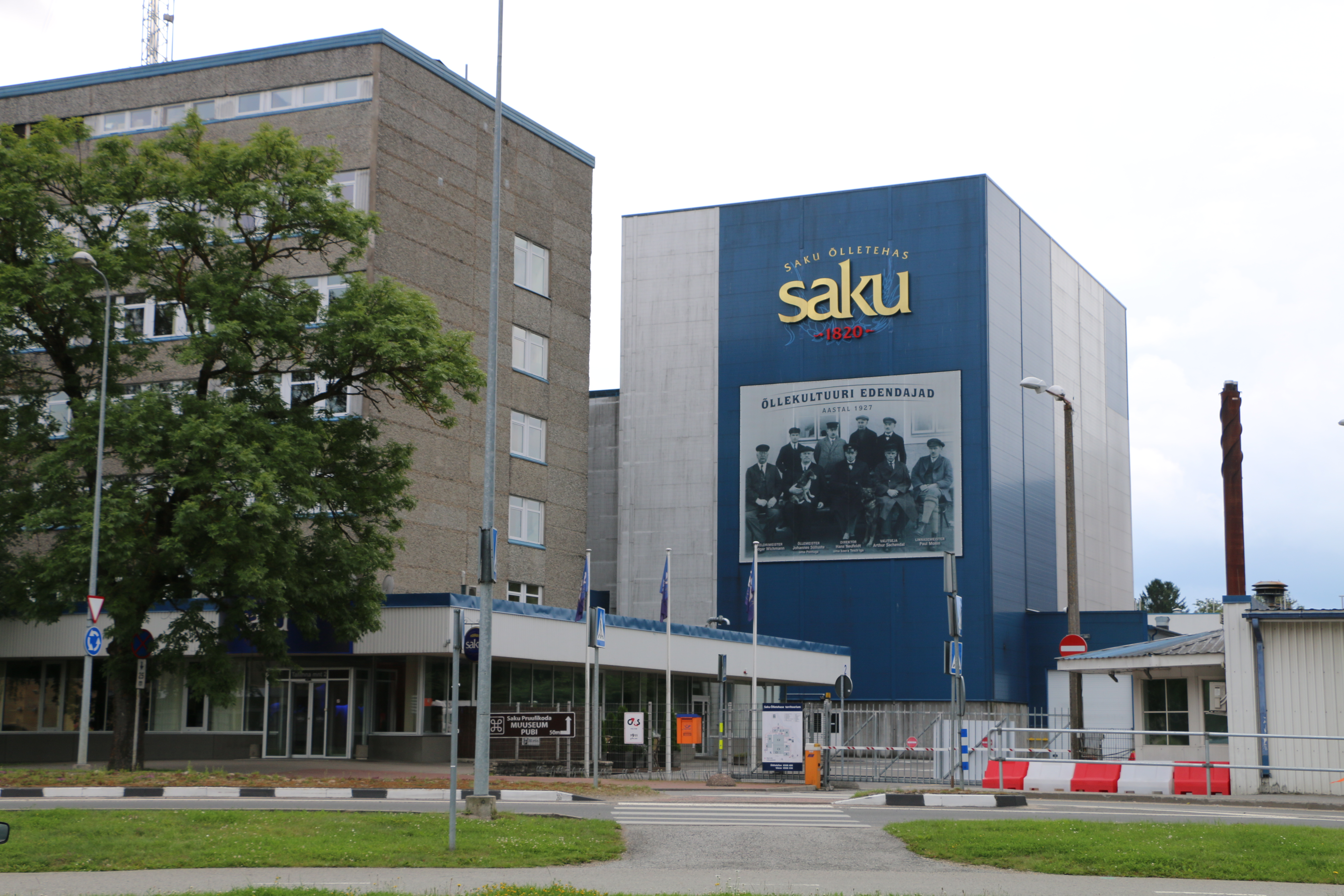
Saku bryggeri
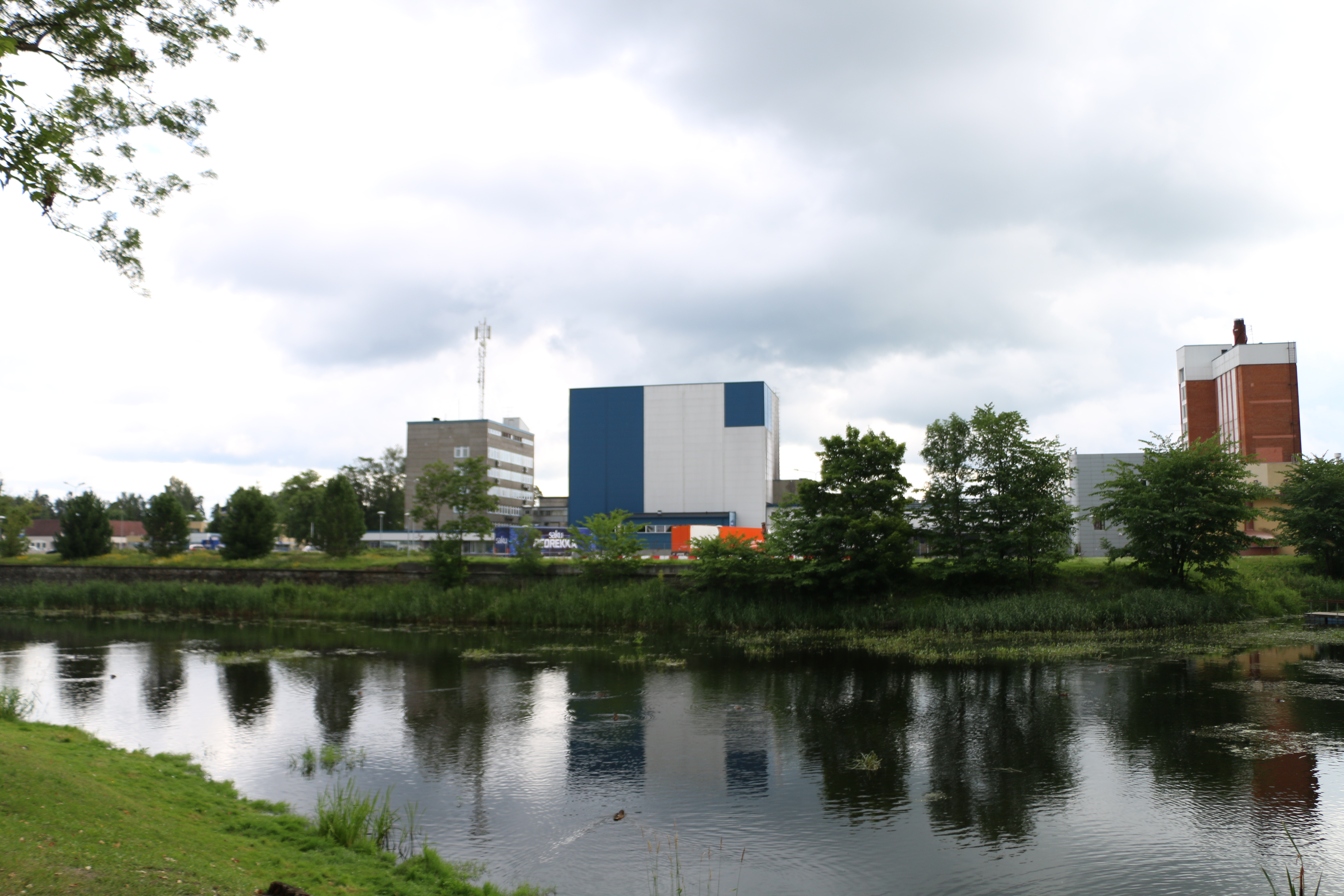
Saku bryggeri
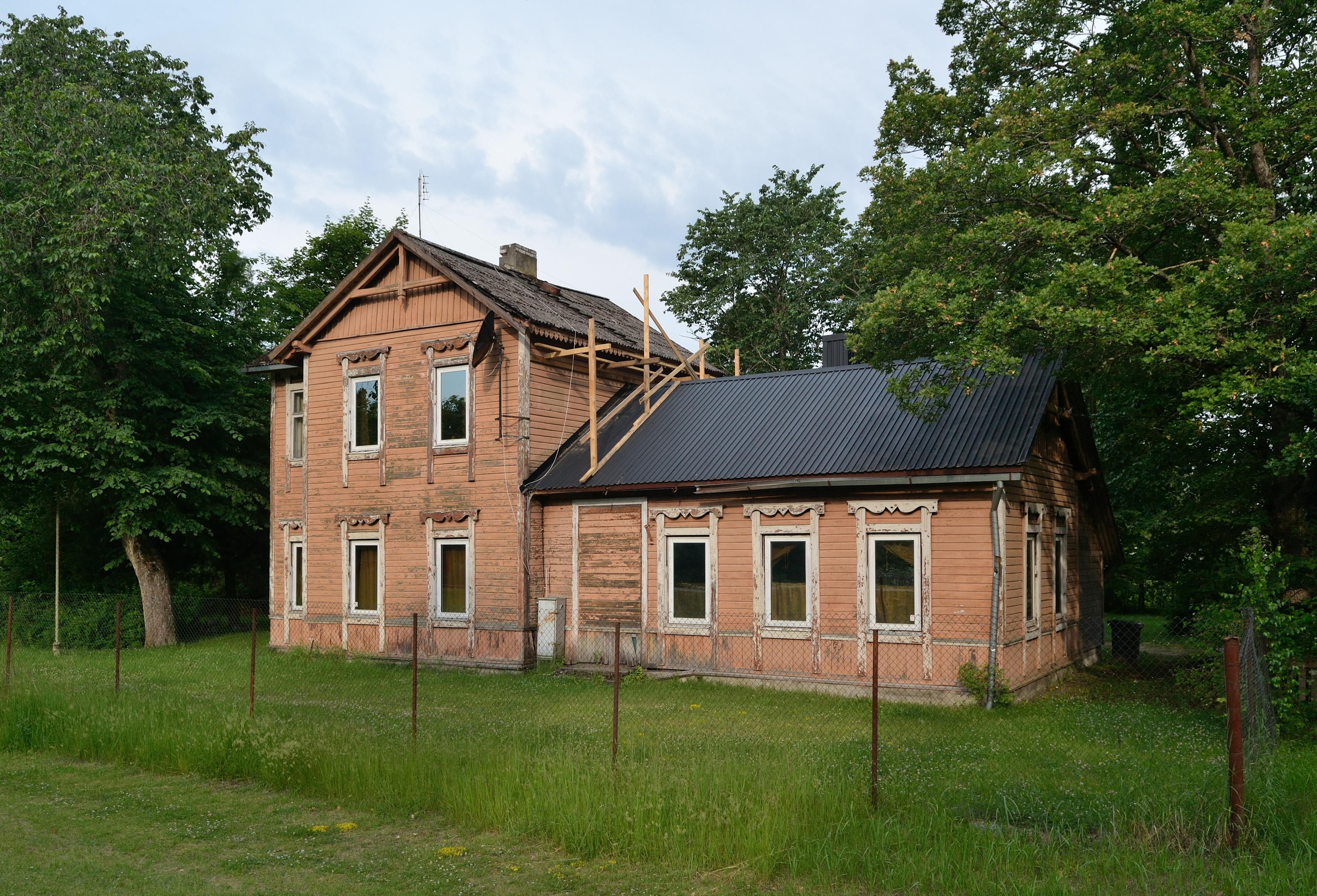
Gamla järnvägsstationen i Saku

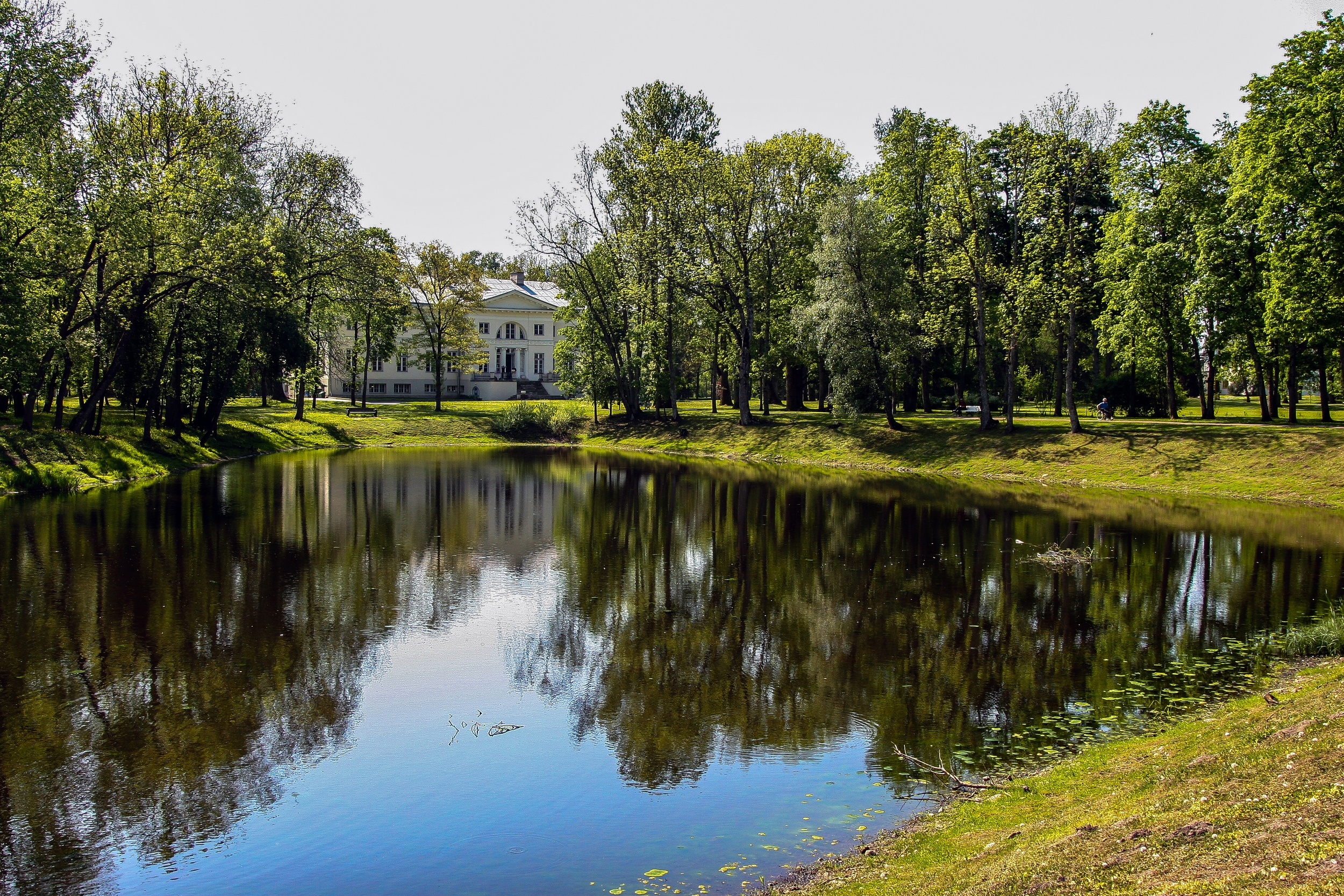
Parken vid Saku herrgård
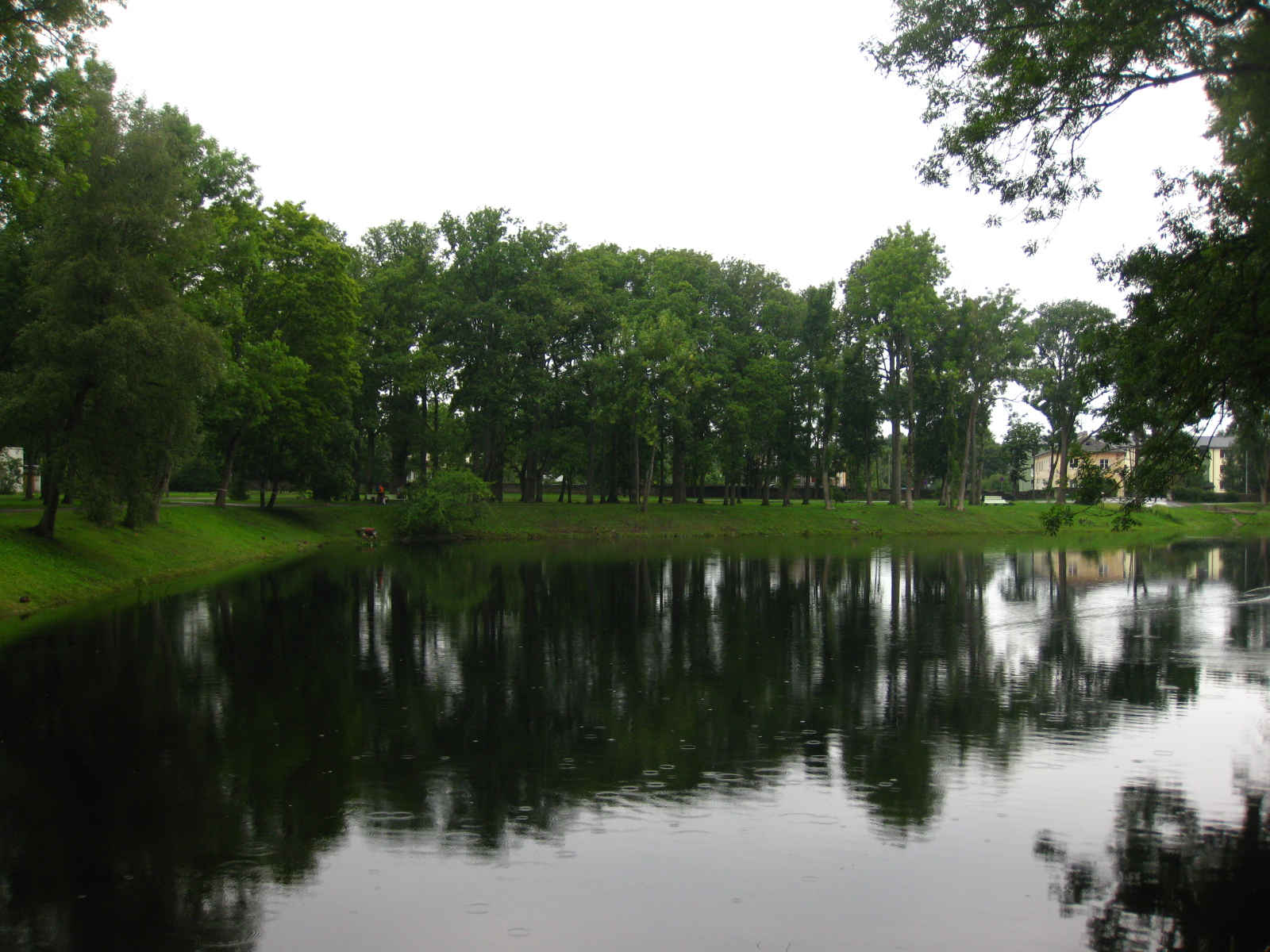
Park i Saku
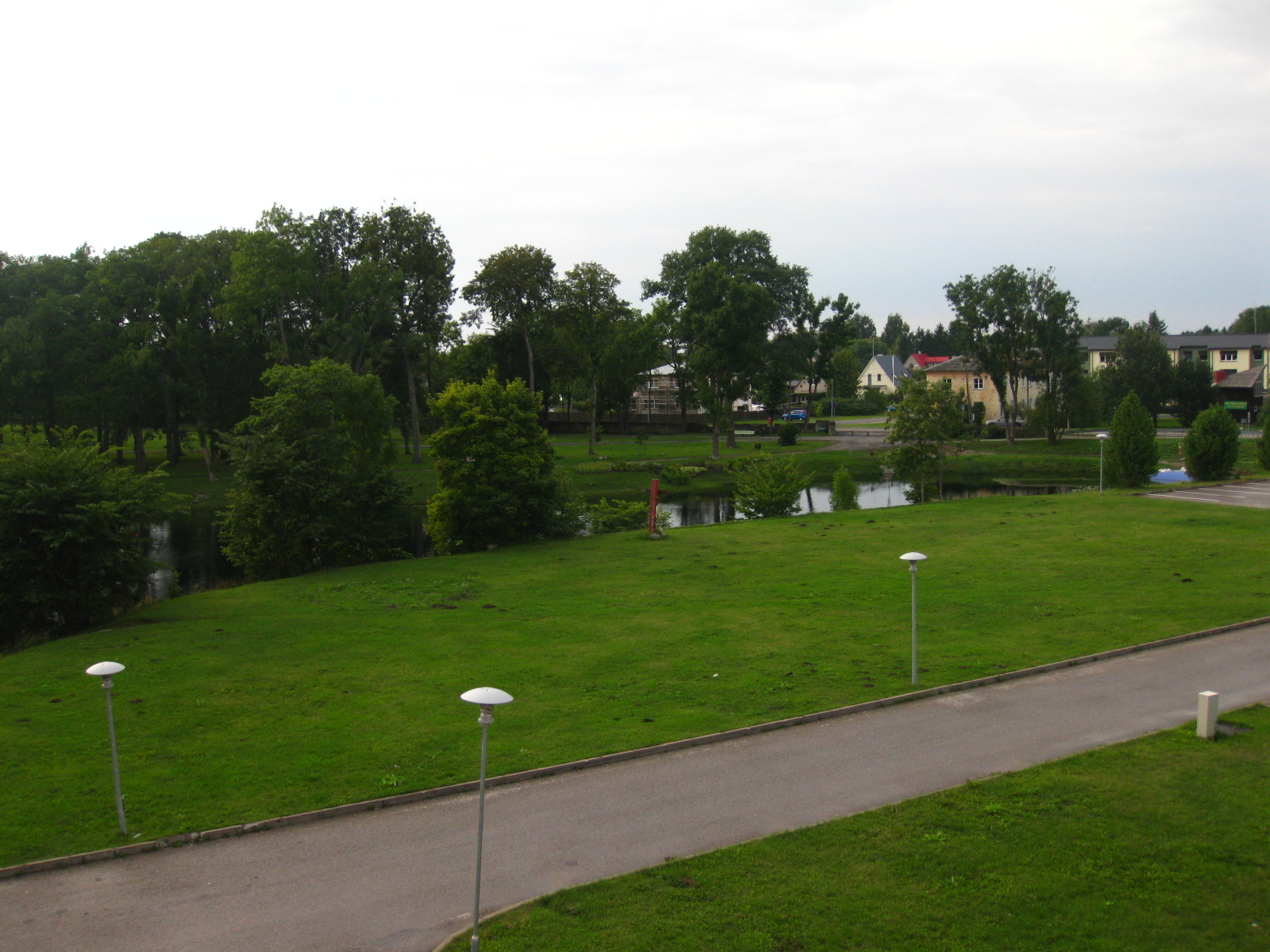
Park i Saku